# Sèptima

Sèptima major do-si

Sèptima menor re-do

En música, una sèptima és l'interval que conté set graus o notes de l'escala diatònica. La seva inversió és la segona. És considerat un interval dissonant.
Hi ha quatre tipus principals de sèptimes:
- La sèptima disminuïda conté nou semitons (quatre tons i mig) - per exemple :do♯ - si♭. És un interval enharmònic de la sexta major. La seva relació de freqüències més senzilla és doncs en aquest cas de 5/3.
- La sèptima menor conté deu semitons (cinc tons) - per exemple : do - si♭. Correspon a la relació entre el 9è i el 5è harmònics i, per tant, li correspon la relació de 9/5.
- La sèptima major conté onze semitons (cinc tons i un semitò) - per exemple : do - si. La seva relació natural és de 15/8
- La sèptima augmentada conté dotze semitons (sis tons) - per exemple : do - si♯. Aquest però és un interval rarament utilitzat a la música, ja que és un interval enharmònic de l'octava justa, amb una relació de 2/1.